# Thecla telemus
Thecla telemus är en fjärilsart som beskrevs av Pieter Cramer 1775. Thecla telemus ingår i släktet Thecla och familjen juvelvingar. Inga underarter finns listade i Catalogue of Life.